# اریکا جونگ
اریکا جونگ (انگلیسی: Erica Jong؛ زادهٔ ۲۶ مارس ۱۹۴۲) یک نویسنده اهل ایالات متحده آمریکا است.